# Kästa

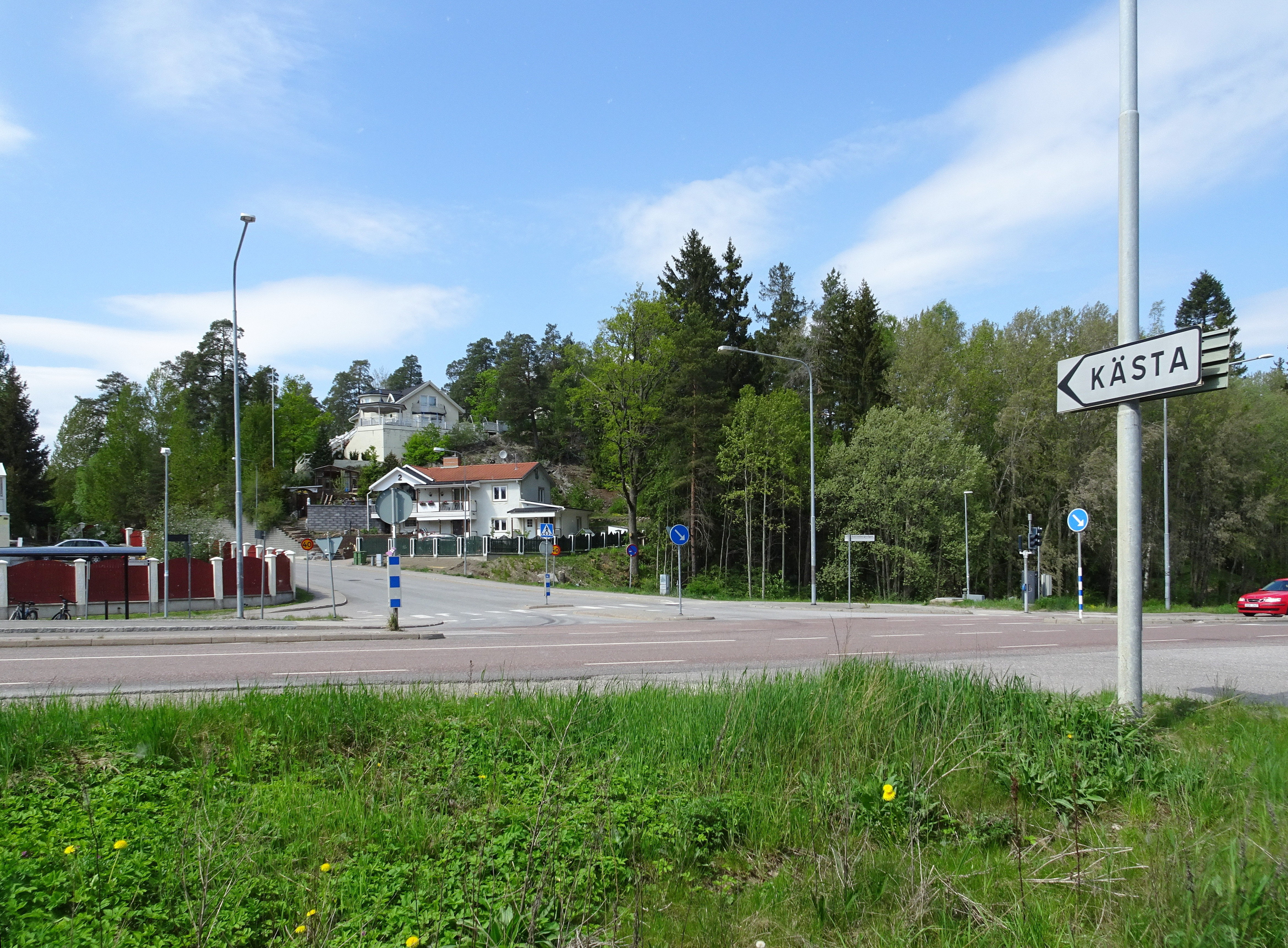
Infart till Kästabergsvägen från Katrinebegrsvägen, maj 2019.

Kästa är ett bostadsområde och namnet på ett numera försvunnet torp i kommundelen Flemingsberg inom Huddinge kommun och som ingår i tätorten Stockholm. Geografiskt hänger Kästa ihop med Tullinge villastad då kommungränsen mot Botkyrka skär genom det sammanhängande området.

## Historik

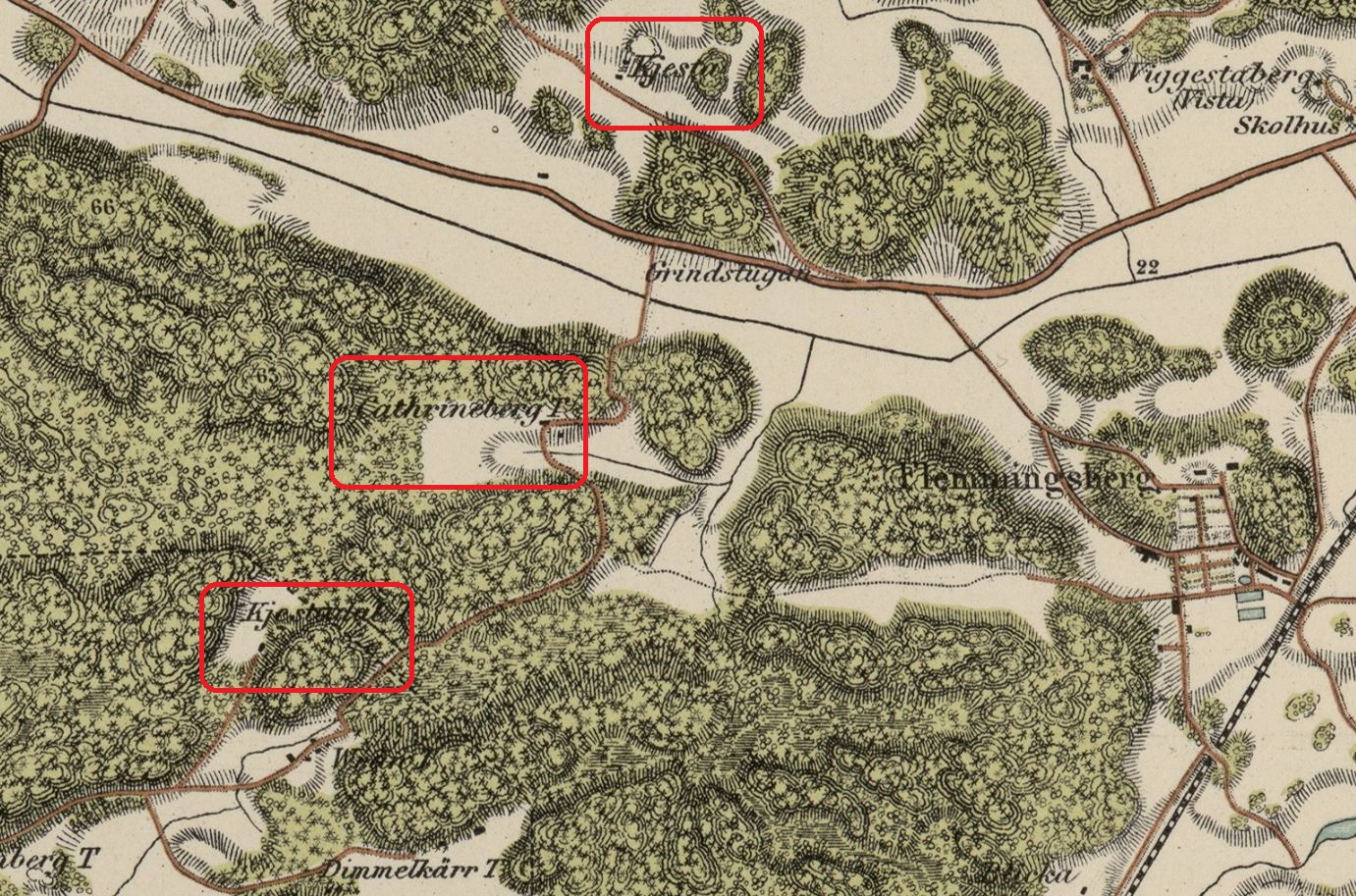
Kjesta, Cathrineberg och Kjestadal på Topografiska Corpsens karta, 1860-tal.

Kästa var ursprungligen en by, första gången omtalad 1471 som Kædessta vilket kan betyda "Kättils ställe". 1539 fanns här en frälse- och en skattegård, från 1572 var båda gårdarna frälsejord. 1753 blev Kälsta ett posthemman med benämningen Post-Kästa. Bonden på ett sådant posthemman kallades postbonde vilken skulle se till att den annalkande posten skulle snabbast möjlig vidarebefordras natt och dag, oaktadt hvad väder som kan vara .... Här gällde det att sköta posten mellan Stockholm och Fittja. 
År 1862 upphörde Kästa att vara posthemman när järnvägen tog över postbefordran. 1921 var Post-Kästa upptaget som småbruk vars ägor låg på ömse sidor om nuvarande Glömstavägen. På den norra delen låg Post-Kästas huvudbyggnad som fanns fortfarande kvar på 1990-talet (Kästavägen 16), dock mycket förändrad. Idag (2019) är tomtplatsen avriven. Den norra delen lades till kommundelen Glömsta medan den södra blev dagens Kästa.

## Dagens Kästa
Bostadsområdet "Kästa" är beläget söder om Glömstavägen. Trakten är kuperad med några kvarvarande bergsklackar. I slutet av 1930-talet lades marken ut som tomtområde och började på 1940-talet styckas och bebyggdes med småhus, radhus samt större villor. Enligt gällande detaljplan från år 1990 tillåts även bebyggelse med flerbostadshus. Kästa är idag ett villaområde med drygt 400 hushåll. Kästa har förskolan "Tråget" vid Kästadalsvän och "Kästa Förskola och Skola" (F-6) vid Hälsovägen, invigd 2015. I maj 2019 invigdes Kästadalsparken, en temalekplats med inspiration från sagornas värld.
Området matas från Katrinebergsvägen som är uppkallad efter torpet Katrineberg (finns kvar på adress Kästadalsvägen 14) vilket lydde under Flemingsbergs gård. Huvudgatan genom området heter Kästadalsvägen som leder förbi torpet Kästadal (finns kvar på adress Kästadalsvägen 145) som hörde till Tullinge gård och ligger i Tullinge villastad, direkt väster om kommungränsen till Botkyrka kommun.

## Bilder

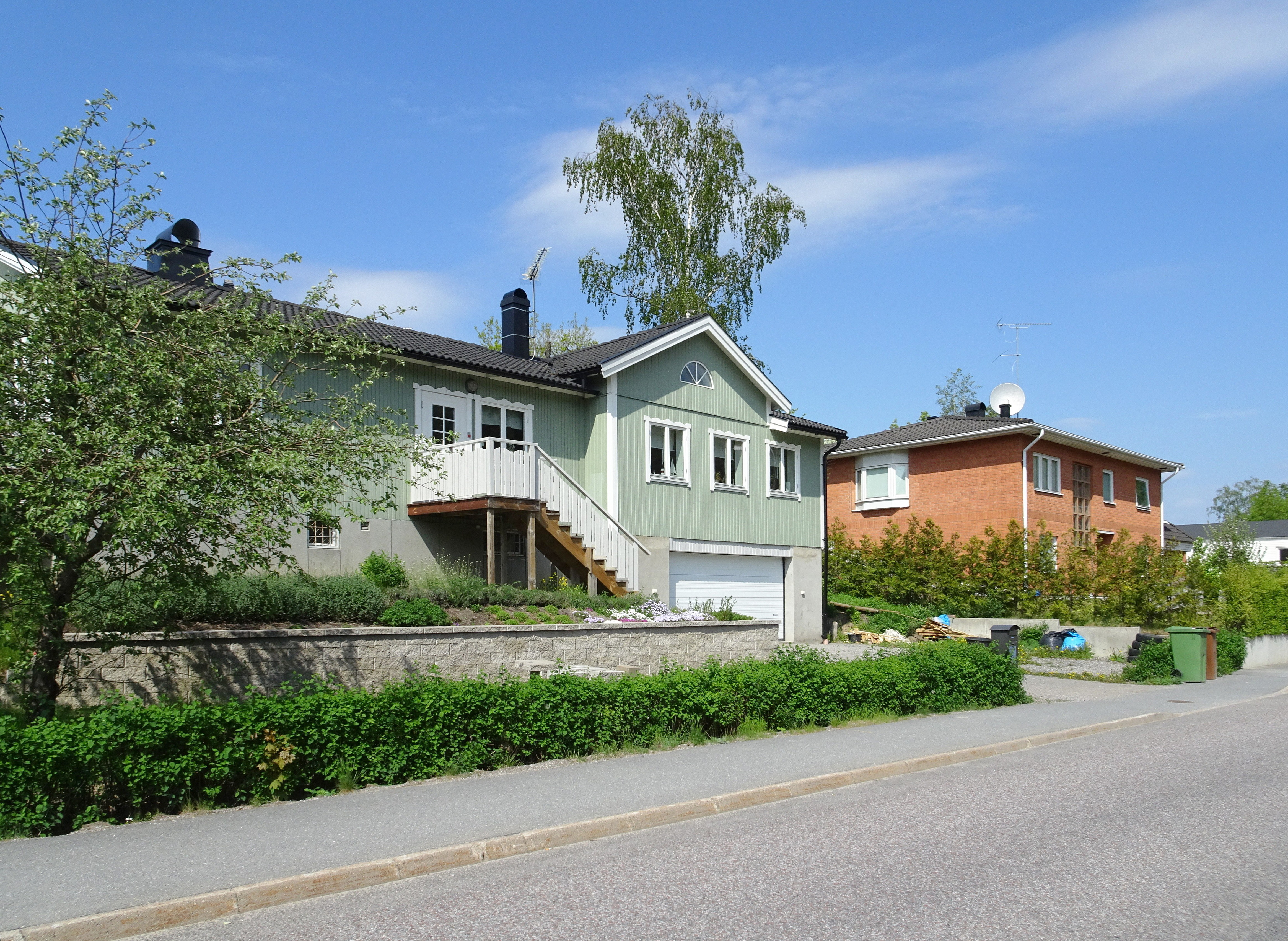
Villor vid Kästadalsvägen.
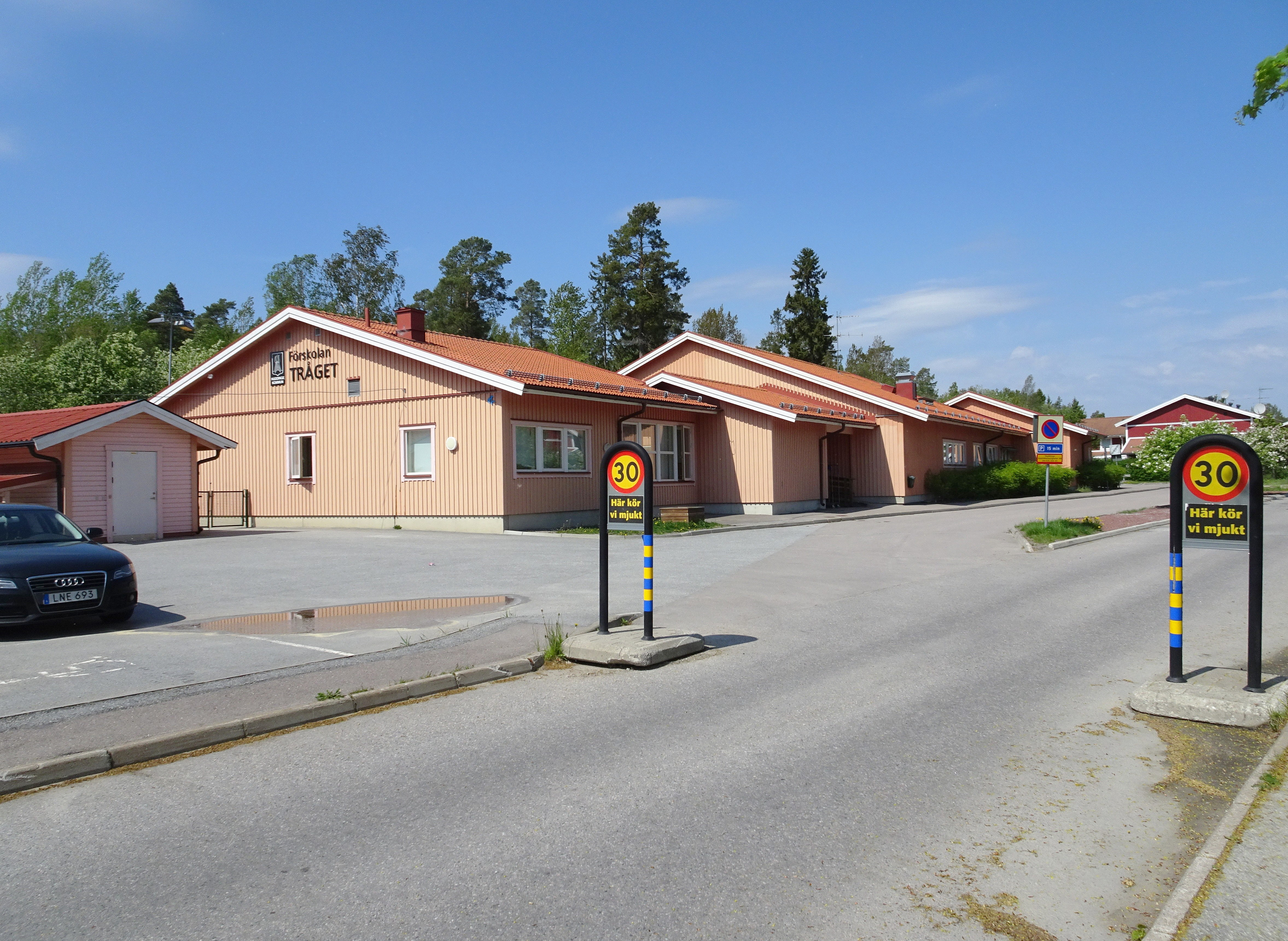
Förskolan "Tråget".
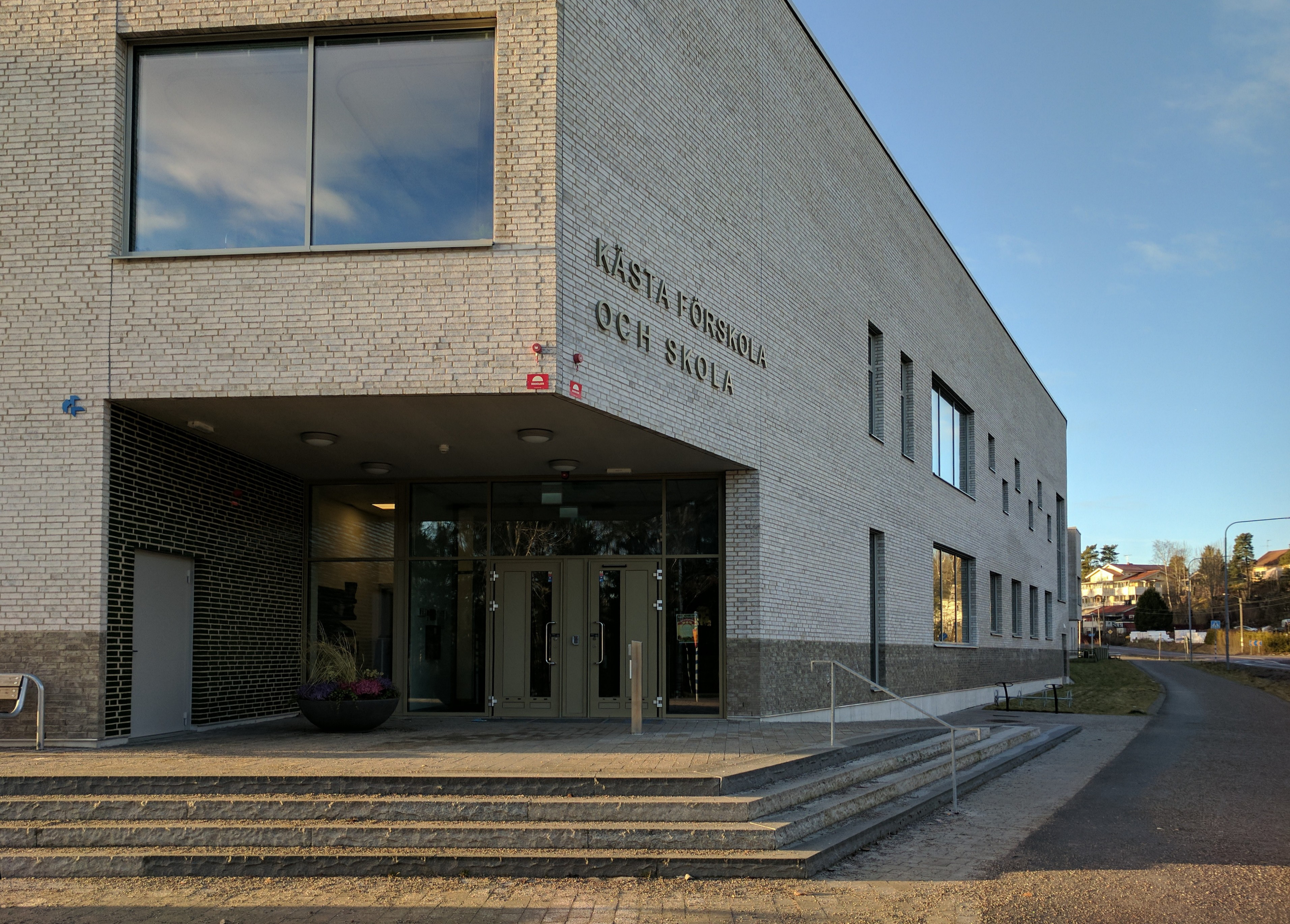
"Kästa Förskola och Skola".
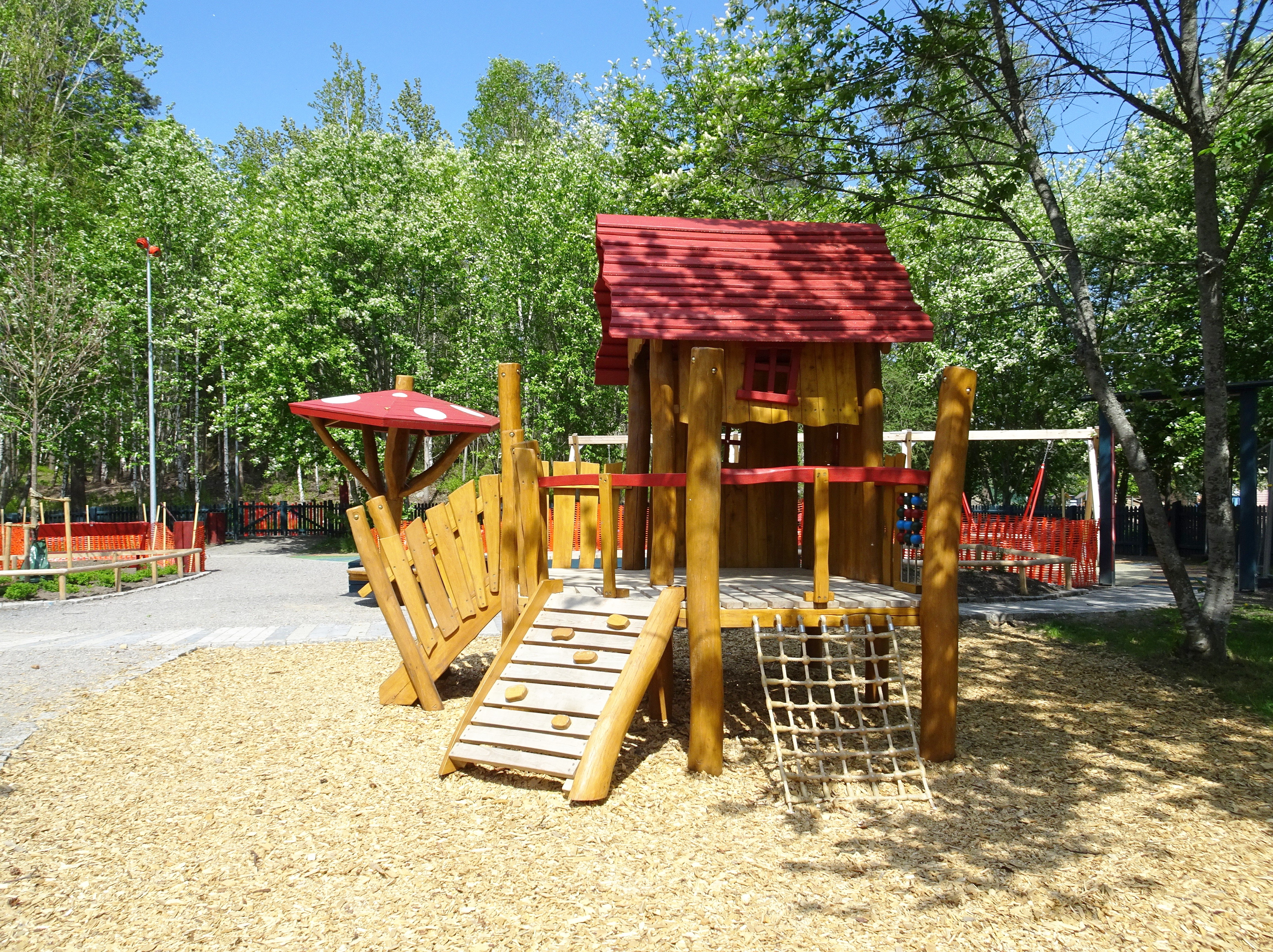
Kästadalsparken.
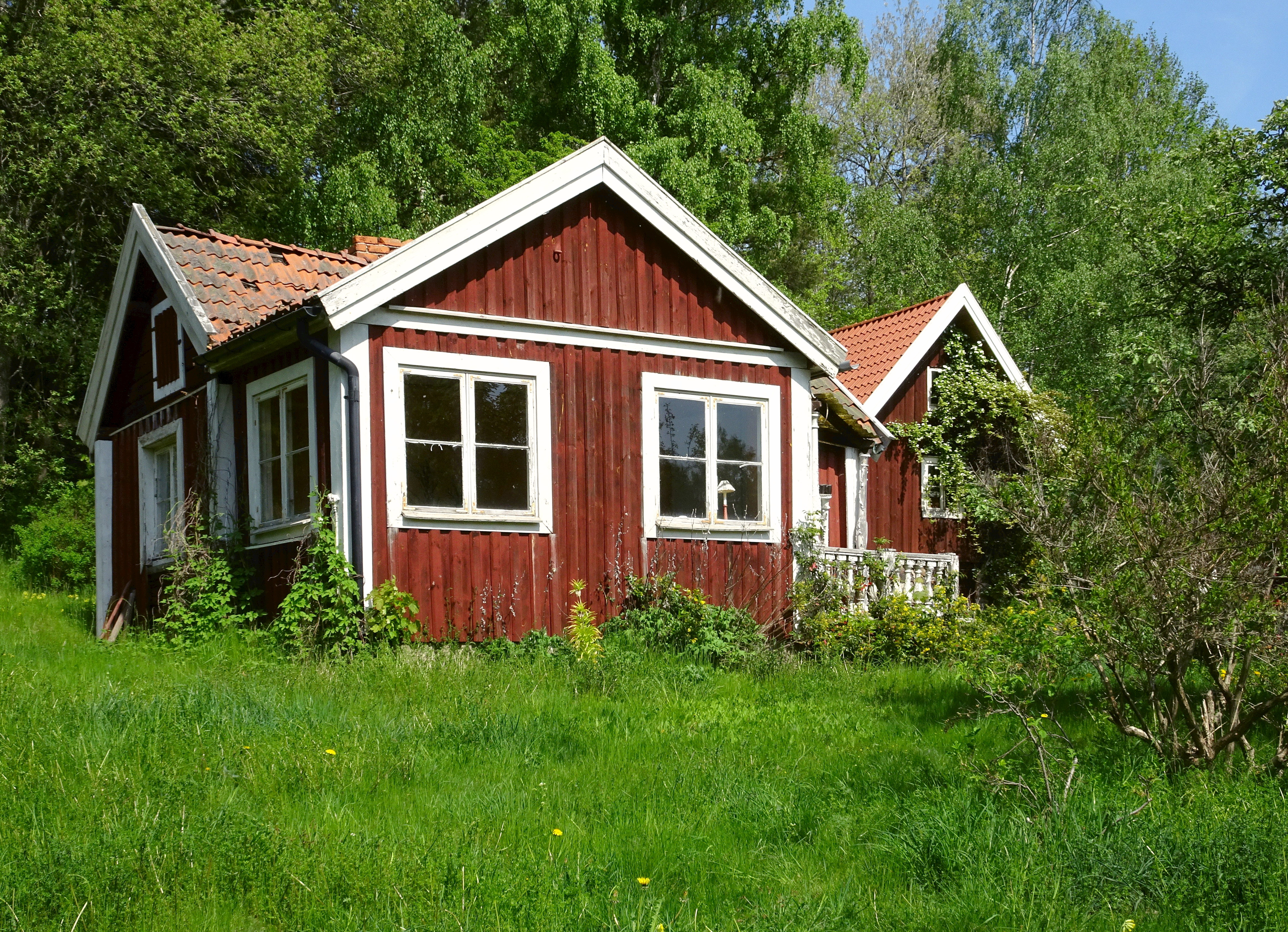
Torpet Katrineberg.